# Potenziale ionico
Il potenziale ionico è un modello matematico di funzione energia potenziale utilizzato in fisica molecolare per la descrizione dell'energia potenziale del legame ionico.Questo tipo di legame si instaura tra uno ione di carica positiva, detto catione, e uno ione di carica negativa, detto anione, che si formano quando un atomo caratterizzato da una bassa energia di ionizzazione interagisce con un atomo con un'elevata affinità elettronica, ovvero quando i due atomi presentano un'elevata differenza di elettronegatività. Tipici esempi di molecole caratterizzate da legame ionico sono il cloruro di sodio, cloruro di cesio e il floruro di sodio. L'atomo con bassa energia di ionizzazione cede un elettrone nella shell elettronica più esterna in modo da ottenere una configurazione elettronica stabile ad ottetto; l'atomo ad elevata affinità elettronica acquista l'elettrone ceduto per completare la propria shell più esterna, ottenendo una configurazione elettronica stabile. Il modello del potenziale ionico è preposto alla descrizione di tale fenomeno attraverso l'utilizzo di leggi della fisica classica, quale l'interazione elettrostatica coulombiana, e l'impiego di alcuni concetti fondamentali della meccanica quantistica, quali il principio di esclusione di Pauli. Il potenziale ionico appartiene alla categoria dei potenziali intramolecolari (semi)empirici, definiti in questo modo in quanto alcuni parametri presenti nelle espressioni di tali funzioni sono ottenuti esclusivamente dal fit con i dati sperimentali. Gli altri potenziali intramolecolari sono:
- il potenziale di Morse, che descrive l'energia potenziale di una molecola caratterizzata da legame covalente;
- il potenziale di Lennard-Jones, che descrive l'energia potenziale di una molecola o di un cristallo caratterizzati da interazioni di van der Waals.

L'espressione del potenziale ionico descrivente il legame ionico in una semplice molecola biatomica può essere generalizzata in modo da ottenere una forma di tale potenziale applicabile al caso di cristalli ionici, attraverso l'introduzione della costante di Madelung.

## Espressione dell'energia potenziale

Grafico del potenziale ionico in blu. In nero tratteggiati sono rappresentati i contributi energetici del potenziale di ionizzazione, il ramo attrattivo e quello repulsivo a corto raggio. Vengono anche indicati la distanza interionica di equilibrio e l'energia di dissociazione ad attomi.

L'espressione più generale del potenziale ionico per una molecola biatomica è la seguente:
{\displaystyle V(r)=\varepsilon -{\frac {ke^{2}}{r}}+{\frac {A}{r^{n}}}} , 
dove:
- {\displaystyle \varepsilon } è il potenziale di ionizzazione, definito come la differenza tra l'energia di ionizzazione dell'atomo elettron-donatore e l'affinità elettronica dell'atomo elettron-accettore. Tale contributo energetico va fornito al sistema, e per tanto avrà segno positivo: indica l'energia da spendere per creare i due ioni a partire dai corrispettivi atomi neutri, cioè affinché un elettrone venga estratto da un atomo e ceduto al secondo.[4]
- {\displaystyle -ke^{2}/r} è il contributo attrattivo di natura coulombiana elettrostatica. {\displaystyle k} è la costante elettrostatica con valore {\displaystyle 8.988\cdot 10^{9}Nm^{2}C^{-2}}, {\displaystyle e} è la carica elementare con valore {\displaystyle 1.602\cdot 10^{-19}C} e {\displaystyle r} è la distanza fra i due ioni. È possibile utilizzare un modello di tipo coulombiano poiché per descrivere l'interazione tra i due ioni, in quanto il trasferimento di carica dall'atomo elettron-donatore a quello elettron-accettore determina la formazione di due ioni a shell chiusa con simmetria sferica, considerabili come cariche puntiformi. Tale contributo energetico è di natura attrattiva, quindi negativo, in quanto i due ioni hanno carica opposta. L'energia coulombiana viene considerata come il guadagno energetico che il sistema ottiene dalla formazione del catione e dell'anione, attraverso il potenziale di ionizzazione {\displaystyle \varepsilon }. Inoltre bisogna considerare che la presenza della sola energia coulombiana (in assenza di ulteriori contributi) porterebbe ad una situazione fisicamente non accettabile, in quanto il solo termine attrattivo risulterebbe nel collasso di uno ione sull'altro.[4]
- {\displaystyle A/r^{n}} è il contributo repulsivo short-range o a corto raggio, che per tanto risulta essere positivo. L'introduzione di tale termine repulsivo è necessaria per spiegare in modo rigoroso le proprietà del legame ionico, tenendo in considerazione la natura intrinsecamente quantistica degli elettroni, coinvolti nella formazione del legame, ed alcuni fondamentali fenomeni della meccanica quantistica, primo fra tutti il principio di esclusione di Pauli. In particolare, quando la distanza inter-ionica {\displaystyle r} tende a 0, le funzioni d'onda degli elettroni di core iniziano a sovrapporsi: ciò corrisponderebbe al fatto che più elettroni con il medesimo numero quantico di spin occuperebbero lo stesso stato quantico, violando il principio di esclusione di Pauli. Alcuni elettroni sono quindi costretti ad occupare livelli energetici più elevati, provocando un innalzamento dell'energia totale del sistema, che viene indicato proprio dal termine {\displaystyle A/r^{n}} nell'espressione del potenziale ionico. Tale contributo energetico viene definito a corto raggio perché il fenomeno appena descritto è apprezzabile solo quando la distanza interionica diventa estremamente piccola: il termine {\displaystyle A/r^{n}} , infatti, decade molto rapidamente. Un'espressione analitica per il contributo repulsivo a corto raggio non è ancora stata trovata: la forma {\displaystyle A/r^{n}} è, infatti, arbitraria e i parametri empirici {\displaystyle A} e {\displaystyle n} devono essere determinati dai dati sperimentali. Tuttavia, è importante sottolineare che l'esponente {\displaystyle n} deve necessariamente essere compreso tra 10 e 12 per esprimere in modo appropriato la natura short range del contributo repulsivo.[4]

Al netto del potenziale di ionizzazione {\displaystyle \varepsilon }, necessario per la formazione dei due ioni, il bilancio fra le forze deducibili dal ramo del contributo attrattivo coulombiano {\displaystyle -ke^{2}/r} e da quello del ramo repulsivo a corto raggio {\displaystyle A/r^{n}} risulta nullo, ovvero {\displaystyle F=-\nabla V(r)=0}, spiegando quindi l'origine della formazione del legame ionico stabile, caratterizzato da una precisa distanza di equilibrio, indicata come {\displaystyle r_{0}}, fra i due ioni. Per definizione di geometria di equilibrio, {\displaystyle r_{0}} indica il valore di {\displaystyle r} tale per cui il potenziale ionico assume il valore minimo, risultando quindi nella creazione di una molecola biatomica stabile costituita da due ioni con carica opposta. L'energia potenziale assume valore negativo in corrispondenza di {\displaystyle r_{0}}, giustificando la formazione spontanea di una molecola biatomica caratterizzata da legame ionico a partire da due atomi neutri aventi un'elevata differenza di elettronegatività.
Il grafico dell'energia potenziale ionico permette di introdurre un'ulteriore quantità, indicata come {\displaystyle D_{0}^{\,{\text{atoms}}}}, che identifica l'energia di dissociazione ad atomi. Tale quantità, corrispondente alla profondità del minimo del potenziale, indica l'energia necessaria a dissociare il legame formato e quindi a portare a distanza infinita i due atomi neutri iniziali. Sommando l'energia di dissociazione ad atomi  {\displaystyle D_{0}^{\,{\text{atoms}}}} e il potenziale di ionizzazione {\displaystyle \varepsilon } si ottiene l'energia di dissociazione a ioni, indicata come {\displaystyle D_{0}^{\,{\text{ions}}}}, che esprime l'energia da fornire al sistema per separare a distanza infinita i due ioni.
L'espressione del potenziale ionico {\displaystyle V(r)=\varepsilon -ke^{2}/r+A/r^{n}} descrive rigorosamente le proprietà di un legame ionico ideale, in seguito al trasferimento netto di uno o più elettroni dall'atomo elettron-donatore a quello elettron-accettore. Nella realtà, tuttavia, anche i legami con elevato carattere ionico presentano sempre un parziale carattere covalente, che il modello di potenziale ionico introdotto non riesce a descrivere adeguatamente e risulta per tanto un'approssimazione. Al fine di ottenere un modello di funzione energia potenziale in grado di tenere in considerazione questo aspetto, è necessario introdurre nell'espressione del potenziale anche le cariche parziali presenti sui due atomi, in modo da considerare il trasferimento dell'elettrone da un atomo all'altro solo parziale.

### Espressioni alternative
Partendo dalla forma generale del potenziale ionico {\displaystyle V(r)=\varepsilon -ke^{2}/r+A/r^{n}} è possibile ottenere un'espressione alternativa, ma del tutto equivalente a quella iniziale, introducendo in modo esplicito il parametro {\displaystyle r_{0}}, indicante la distanza di equilibrio fra i due ioni. Per ottenere questo risultato, è necessario ricordare che {\displaystyle r_{0}} è il valore della distanza interatomica tale per cui l'energia potenziale raggiunge il proprio minimo: questo significa che la derivata prima di {\displaystyle V(r)} valutata in {\displaystyle r_{0}} si annulla. Tale concetto viene espresso matematicamente dalla condizione seguente:
{\displaystyle {\frac {\partial V(r)}{\partial r}}{\Bigg \vert }_{r=r_{0}}=k{\frac {e^{2}}{r_{0}}}-n{\frac {A}{r_{0}^{n+1}}}=0},
da cui si ricava che {\displaystyle A={\frac {1}{n}}k{\frac {e^{2}}{r_{0}^{2}}}r_{0}^{n+1}}.
A questo punto è possibile inserire l'espressione di A appena trovata all'interno di {\displaystyle V(r)} per ottenere una formula del potenziale ionico in cui compare esplicitamente il parametro {\displaystyle r_{0}}: 
{\displaystyle V(r)=\varepsilon -k{\frac {e^{2}}{r_{0}}}\left[\left({\frac {r_{0}}{r}}\right)-{\frac {1}{n}}\left({\frac {r_{0}}{r}}\right)^{n}\right]}
Quest'espressione del potenziale ionico risulta particolarmente efficace, in quanto vi compare un unico parametro ({\displaystyle n}) e non due ({\displaystyle A,n}) come avviene nel caso della forma generale introdotta precedentemente. 
Questa seconda espressione del potenziale ionico permette, inoltre, di introdurre una formula per il parametro {\displaystyle n}. Per ottenere tale risultato, è necessario innanzitutto scrivere il potenziale ionico valutato nella distanza di equilibrio {\displaystyle r_{0}}:
{\displaystyle V(r_{0})=\varepsilon -k{\frac {e^{2}}{r_{0}}}{\biggl (}1-{\frac {1}{n}}{\biggr )}}
Inoltre bisogna ricordare che
{\displaystyle D_{0}^{\,{\text{ions}}}=D_{0}^{\,{\text{atoms}}}+\varepsilon \Longrightarrow D_{0}^{\,{\text{atoms}}}=D_{0}^{\,{\text{ions}}}-\varepsilon \Longrightarrow -D_{0}^{\,{\text{atoms}}}=\varepsilon -D_{0}^{\,{\text{ions}}}}
e che
{\displaystyle D_{0}^{\,{\text{ions}}}=V(r\rightarrow \infty )-V(r_{0})=\varepsilon -V(r_{0})\Longrightarrow V(r_{0})=\varepsilon -D_{0}^{\,{\text{ions}}}}
Unendo le due equazioni riportate per {\displaystyle V(r_{0})} si ottiene: 
{\displaystyle V(r_{0})=\varepsilon -k{\frac {e^{2}}{r_{0}}}\left(1-{\frac {1}{n}}\right)=\varepsilon -D_{0}^{\,{\text{ions}}}=-D_{0}^{\,{\text{atoms}}}}
da cui si ricava:
{\displaystyle k{\frac {e^{2}}{r_{0}}}\left(1-{\frac {1}{n}}\right)=\varepsilon +D_{0}^{\,{\text{atoms}}}\Longrightarrow n={\frac {k{\frac {e^{2}}{r_{0}}}}{k{\frac {e^{2}}{r_{0}}}-D_{0}^{\,{\text{atoms}}}-\varepsilon }}} ,
ottenendo quindi un'espressione che correli {\displaystyle n} a quantità facilmente ottenibili sperimentalmente, quali la distanza d'equilibrio {\displaystyle r_{0}}, l'energia di dissociazione ad atomi {\displaystyle D_{0}^{\,{\text{atoms}}}} ed il potenziale di ionizzazione {\displaystyle \varepsilon }.

## Generalizzazione ai cristalli ionici
Il potenziale ionico che è stato introdotto nelle precedenti sezioni spiega esclusivamente la formazione di un legame ionico stabile in una molecola biatomica costituita da una coppia di ioni con carica opposta. 
A partire dall'espressioni di tale energia potenziale, è possibile generalizzare i concetti esposti al caso di un cristallo ionico, come ad esempio quello del cloruro di sodio, cloruro di cesio e vari altri, in cui gli ioni costituenti l'intero solido interagiscono mediante legami ionici. 
Si consideri quindi un cristallo ionico costituito da {\displaystyle N} ioni positivi (cationi) e {\displaystyle N} ioni negativi (anioni), quindi in totale {\displaystyle 2N} ioni oppure, equivalentemente, {\displaystyle N} coppie di ioni interagenti. In generale, la costruzione dell'energia potenziale di un cristallo ionico avviene valutando:
- l'energia da spendere per creare tutte le coppie di ioni interagenti che costituiscono il cristallo,
- le interazioni repulsive a corto raggio esclusivamente fra ioni primi vicini,
- le interazioni coulombiane a lungo raggio, che possono essere di natura attrattiva, fra ioni di carica opposta a qualunque distanza, oppure di natura repulsiva, fra ioni di carica uguale a qualunque distanza.

Per costruire il potenziale totale di un cristallo ionico, si considera uno ione di riferimento, positivo o negativo in modo del tutto equivalente, che si indica convenzionalmente come lo ione i-simo. Allora, detta {\displaystyle V_{ij}} l'energia di interazione tra lo ione i-simo e un altro ione j-simo, è possibile scrivere l'energia potenziale totale dello ione di riferimento come somma delle interazioni con tutti gli altri ioni, secondo la formula: 
{\displaystyle V_{i}=\sum _{j\neq i}^{N}V_{ij}(r_{ij})} ,
dove la sommatoria include tutti gli ioni, eccetto lo ione {\displaystyle j=i} e {\displaystyle r_{ij}} indica la distanza tra lo ione di riferimento i-simo e lo ione generico j-simo.
Il procedimento rigoroso che si utilizza per il calcolo dell'energia potenziale dell'intero cristallo ionico è il seguente:
1. si sceglie lo ione i-simo di riferimento, ipotizzando che questo sia ad esempio uno ione con carica negativa. Si calcola l'energia potenziale totale di tale ione inserito nel cristallo {\displaystyle V_{i,\,ione\ negativo}}, valutando tutte le sue possibili interazioni con gli altri ioni;
2. Ogni ione negativo del cristallo presenta la medesima energia potenziale di quella calcolata per lo ione di riferimento, poiché, grazie alla simmetria traslazionale, che costituisce la proprietà fondamentale di ogni struttura cristallina, l'energia potenziale non dipende dalla posizione dello ione considerato (tralasciando gli effetti di superficie), ma solo dalla distanza relativa fra gli ioni della coppia interagente presa in esame. Ciò permette di raccogliere tutti i contributi di energia potenziale dovuti agli ioni negativi, secondo la formula {\displaystyle V_{cristallo}(ioni\,negativi)=NV_{i,\,ione\ negativo}} ;
3. si ripete la stessa procedura per gli ioni positivi, ottenendo: {\displaystyle V_{cristallo}(ioni\,positivi)=NV_{i,\,ione\ positivo}};
4. si calcola l'energia potenziale totale del cristallo ionico come somma di tutti i contributi energetici dovuti agli {\displaystyle N} ioni negativi e agli {\displaystyle N} ioni positivi, dividendo per {\displaystyle 2} al fine di non contare due volte l'interazione della stessa coppia di ioni, ottenendo così: {\displaystyle V_{cristallo}^{tot}=(NV_{i,\,ione\ negativo}+NV_{i,\,ione\ positivo})/2}. Si noti che {\displaystyle V_{i,\,ione\ negativo}=V_{i,\,ione\ positivo}} ,dal momento che le interazioni possibili dipendono esclusivamente dal segno relativo delle cariche. Questa osservazione è di notevole importanza, in quanto permette di scrivere l'energia potenziale dell'intero cristallo ionico come {\displaystyle V_{cristallo}^{tot}={\frac {2NV_{i}}{2}}=NV_{i}}: in questo modo si riduce la valutazione dell'energia potenziale del cristallo a quella di un singolo ione.

Se {\displaystyle \varepsilon } è l'energia necessaria alla formazione di una coppia di ioni con carica opposta, allora il contributo energetico da spendere per formare tutte le coppie di ioni sarà dato semplicemente da {\displaystyle \varepsilon _{cristallo}=N\varepsilon }.
Adesso è necessario valutare l'energia di interazione fra lo ione di riferimento i-simo e e uno ione generico j-simo, considerando sia il contributo repulsivo a corto raggio sia quello coulombiano. Per fare ciò è utile esprimere la generica distanza {\displaystyle r_{ij}} in funzione della distanza R fra lo ione di riferimento i-simo e i suoi primi vicini, nel modo seguente:
{\displaystyle r_{ij}\equiv \lambda _{ij}R} , 
dove {\displaystyle \lambda _{ij}} sono le varie costanti moltiplicative da utilizzare per trovare l'effettiva distanza {\displaystyle r_{ij}}.
Il contributo repulsivo, essendo caratterizzato da una natura a corto raggio, si estende solo per gli ioni primi vicini rispetto allo ione i-simo di riferimento, per cui la distanza da considerare è solo R. Riprendendo il termine {\displaystyle A/r^{n}} introdotto per il potenziale ionico, è possibile estendere tale concetto al caso di un cristallo ionico nel modo seguente: 
{\displaystyle V_{i}^{rep}(r)=zA/R^{n}}, 
in cui {\displaystyle z} indica il numero di ioni primi vicini allo ione i-simo di riferimento, che cambierà in relazione alla tipologia di struttura cristallina considerata, secondo i reticoli di Bravais.
Per trovare il contributo repulsivo a corto raggio totale del cristallo ionico, è sufficiente moltiplicare il risultato appena trovato per {\displaystyle V_{i}^{rep}(r)} per {\displaystyle N}, seguendo la formula {\displaystyle V_{cristallo}^{tot}=NV_{i}}, ottenendo così:
{\displaystyle V_{cristallo}^{rep}(r)=N{\frac {zA}{R^{n}}}}.
Adesso è necessario valutare il contributo elettrostatico coulombiano relativo allo ione di riferimento i-simo. Essendo l'energia elettrostatica a lungo raggio, lo ione i-simo interagisce non solo con gli ioni primi vicini, che sicuramente hanno carica opposta rispetto a quello di riferimento, ma anche con tutti gli altri vicini, che si trovano a distanza crescente rispetto a R e che possono avere sia carica concorde sia carica opposta rispetto allo ione di riferimento. L'energia potenziale coulombiana relativa allo ione i-simo deve necessariamente tenere in considerazione questi aspetti, per tanto può essere scritta nel seguente modo, ricordando la relazione {\displaystyle r_{ij}\equiv \lambda _{ij}R}: 
{\displaystyle V_{i}^{\,{\text{es}}}=-{\frac {kq^{2}}{R}}\sum _{j}{\frac {n_{j}}{\lambda _{ij}}}} , 
dove {\displaystyle n_{j}} all'interno della sommatoria indica il numero di ioni primi, secondi, terzi, quarti (ed eventuali ulteriori) vicini allo ione di riferimento. La sommatoria {\displaystyle \sum _{j}{\frac {n_{j}}{\lambda _{ij}}}} viene definita costante di Madelung e spesso indicata con la lettera greca {\displaystyle \alpha }. Tale termine venne introdotto dal fisico tedesco Erwin Madelung, che propose questo metodo per il calcolo delle interazioni coulombiane all'interno di un cristallo ionico studiando in origine la struttura cristallina del cloruro di sodio, che presenta il tipico reticolo cristallino della struttura a salgemma: questa tipologia di reticolo di Bravais viene definito come cubico a facce centrate (fcc), cioè caratterizzato da uno ione posto ad ogni vertice della cella unitaria cubica e da uno ione posto al centro di ogni faccia del cubo, quindi avendo quattro ioni per cella. É di fondamentale importanza sottolineare che la costante di Madelung, essendo definita attraverso il numero di ioni vicini {\displaystyle n_{j}} e la distanza degli ioni vicini con quello di riferimento tramite il parametro {\displaystyle \lambda _{ij}}, dipende esclusivamente dalla tipologia di struttura cristallina e non dallo specifico cristallo ionico considerato. Questo significa che tutti i cristalli ionici con reticolo fcc saranno caratterizzati dallo stesso valore della costante di Madelung, indipendentemente dal tipo di ioni che costituiscono il cristallo.
Si riportano di seguito i primi termini della serie numerica {\displaystyle \alpha =\sum _{j}{\frac {n_{j}}{\lambda _{ij}}}}calcolata da Madelung per il cloruro di sodio:
{\displaystyle \alpha =6-{\frac {12}{\sqrt {2}}}+{\frac {8}{\sqrt {3}}}-{\frac {6}{2}}+{\frac {20}{\sqrt {5}}}-...}
Come si evince dai valori, si tratta di una serie oscillante, che diverge. Il fondamentale lavoro di Madelung risiede nel fatto che fu in grado di trovare un metodo per portare a convergenza la serie, basandosi sulla ricostruzione del cristallo non tramite shell sferiche, che portano ai valori indicati precedentemente, ma con shell cubiche, come richiede la simmetria cubica del reticolo fcc. In questo modo cambiano sia il numero di ioni vicini {\displaystyle n_{j}} sia i parametri {\displaystyle \lambda _{ij}}: il valore di {\displaystyle \alpha } che si ottiene è {\displaystyle \alpha =1,747558.}
Va però sottolineato che la convergenza della serie risulta comunque estremamente lenta: la ragione fisica di tale fenomeno risiede nella natura a lungo raggio delle interazioni coulombiane. Questo significa che non è possibile arrestare la sommatoria ai primi termini perché si otterrebbe un valore della costante di Madelung molto diverso rispetto a quello calcolato considerando tutti i termini della sommatoria, addirittura trovando un valore negativo della costante di Madelung, che significherebbe che il contributo energetico coulombiano è repulsivo, per come è stata scritta l'energia elettrostatica relativa allo ione di riferimento {\displaystyle V_{i}^{\,{\text{es}}}=-{\frac {kq^{2}}{R}}\sum _{j}{\frac {n_{j}}{\lambda _{ij}}}}, portando quindi ad un risultato non fisico.
Dai valori riportati per la costante di Madelung relativa al cloruro di sodio appare chiaro che i parametri {\displaystyle \lambda _{ij}} possono avere sia segno positivo sia segno negativo. In questo modo si tiene conto delle possibili interazioni elettrostatiche attrattive o repulsive dello ione di riferimento con i suoi vicini. Moltiplicando l'espressione di {\displaystyle V_{i}^{\,{\text{es}}}=-{\frac {kq^{2}}{R}}\sum _{j}{\frac {n_{j}}{\lambda _{ij}}}} per il numero {\displaystyle N} di possibili coppie di ioni interagenti, si ottiene l'energia elettrostatica coulombiana dell'intero cristallo ionico:
{\displaystyle V_{cristallo}^{\,{\text{es}}}=-N{\frac {kq^{2}}{R}}\sum _{j}{\frac {n_{j}}{\lambda _{ij}}}=-N{\frac {kq^{2}}{R}}\alpha }
Per trovare l'energia potenziale totale dell'intero cristallo ionico è sufficiente sommare i contributi energetici ricavati per il potenziale di ionizzazione, l'energia repulsiva a corto raggio e quella coulombiana, ottenendo infine: 
{\displaystyle V_{cristallo}^{tot}=\varepsilon _{cristallo}+V_{cristallo}^{rep}+V_{cristallo}^{es}=N\varepsilon +N{\frac {A}{R^{n}}}-N{\frac {kq^{2}}{R}}\alpha } , 
raccogliendo {\displaystyle N}, comune ai tre termini:
{\displaystyle V_{cristallo}^{tot}=N{\biggl (}\varepsilon +{\frac {zA}{R^{n}}}-{\frac {kq^{2}}{R}}\alpha {\biggr )}}.
Applicando la condizione {\displaystyle {\frac {\partial V_{cristallo}^{tot}}{\partial R}}{\Bigg \vert }_{R=R_{0}}=0} , dove {\displaystyle R_{0}} indica la distanza di equilibrio fra ioni primi vicini, seguendo quanto illustrato nel caso del potenziale relativo al legame ionico, si ottiene l'espressione alternativa per l'energia potenziale dell'intero cristallo ionico in cui compare esplicitamente {\displaystyle R_{0}} e in cui l'unico parametro è {\displaystyle n}:
{\displaystyle V_{cristallo}^{tot}=N\varepsilon -N{\frac {kq^{2}}{R_{0}}}\alpha \left[{\Biggl (}{\frac {R_{0}}{R}}{\Biggr )}-{\frac {1}{n}}\left({\frac {R_{0}}{R}}\right)^{n}\right]}.

### Esempio: approssimazione della costante di Madelung in un cristallo ionico bidimensionale

Cristallo ionico bidimensionale. É stato evidenziato in giallo l'anione i-simo di riferimento. In rosso sono indicati i quattro ioni primi vicini, con carica opposta a quella dello ione i-simo, in verde sono indicati i quattro ioni secondi vicini, con carica uguale a quella dello ione i-simo, in azzurro sono indicati i quattro ioni terzi vicini, con carica uguale a quella dello ione i-simo e in rosa sono indicati gli otto ioni quarti vicini, con carica opposta a quella dello ione i-simo. si riporta anche la distanza tra lo ione i-simo e i suoi primi vicini, indicata come R, e il sistema di riferimento in coordinate cartesiane,.

Si vuole mostrare come sia un grave errore arrestare la serie numerica della costante di Madelung {\displaystyle \alpha =\sum _{j}{\frac {n_{j}}{\lambda _{ij}}}}ai primi termini.
Si consideri un cristallo ionico bidimensionale con reticolo quadrato di lato {\displaystyle a}, costituito da ioni con carica positiva ai vertici di ogni cella elementare quadrata e da ioni negativi al centro di ogni cella, una cui porzione è rappresentata nella figura a lato.
Sia uno ione negativo lo ione i-simo di riferimento, anche se i risultati sarebbero del tutto equivalenti se si scegliesse uno ione con carica positiva come riferimento.
Per calcolare l'energia potenziale del cristallo ionico bidimensionale considerato, si inizia scrivendo il potenziale repulsivo a corto raggio, attraverso la formula ricavata precedentemente: {\displaystyle V_{cristallo}^{rep}(r)=N{\frac {zA}{R^{n}}}}, in cui in questo caso {\displaystyle z=4}, in quanto gli ioni primi vicini allo ione di riferimento sono esattamente quattro, quindi:
{\displaystyle V_{cristallo}^{rep}(r)=N{\frac {4A}{R^{n}}}}
Per il calcolo dell'energia elettrostatica coulombiana riferita allo ione di riferimento i-simo, si decide arbitrariamente di considerare come apprezzabili le interazioni fino ai quarti ioni vicini. Inoltre, vista la simmetria quadrata del reticolo cristallino considerato, è conveniente esprimere le varie distanze tra lo ione i-simo e gli ioni j-simi ad esso vicini in funzione di {\displaystyle a/2}, utilizzando quindi il sistema di riferimento in coordinate cartesiane {\displaystyle x}, {\displaystyle y}, anche se in definitiva sarà necessario esprime le interazioni in funzione di R, seguendo la formula {\displaystyle r_{ij}\equiv \lambda _{ij}R}. Traducendo quanto appena spiegato in formule, si ottiene {\displaystyle r_{ij}\equiv d_{ij}{\frac {a}{2}}}.
Inoltre, da semplici considerazioni geometriche è possibile riconoscere che {\displaystyle R={\sqrt {\left({\frac {a}{2}}\right)^{2}+\left({\frac {a}{2}}\right)^{2}}}={\frac {a}{2}}{\sqrt {2}}} ,
quindi {\displaystyle r_{ij}\equiv \lambda _{ij}{\frac {a}{2}}{\sqrt {2}}}. 
Eguagliando le due equazioni trovate per {\displaystyle r_{ij}} si ottiene {\displaystyle \lambda _{ij}{\frac {a}{2}}{\sqrt {2}}=d_{ij}{\frac {a}{2}}}, da cui si ricava {\displaystyle \lambda _{ij}={\frac {d_{ij}}{\sqrt {2}}}}. 
A questo punto è possibile calcolare la costante di Madelung {\displaystyle \alpha } arrestata ai quarti vicini rispetto allo ione i-simo di riferimento riferita al cristallo ionico preso in esame, ricordando che {\displaystyle \alpha \equiv \sum _{j}{\frac {n_{j}}{\lambda _{ij}}}}. Per ottenere questo risultato, è utile creare la seguente tabella: 
| {\displaystyle j}-simi vicini | {\displaystyle n_{j}} | coordinate cartesiane rispetto all'origine fissata nello ione i-simo {\displaystyle [x,y]} | {\displaystyle \mid d_{ij}\mid ={\sqrt {x^{2}+y^{2}}}} | {\displaystyle d_{ij}>0} se i {\displaystyle j}-simi vicini hanno carica opposta allo ione i-simo {\displaystyle d_{ij}<0} se i {\displaystyle j}-simi vicini hanno carica uguale allo ione i-simo | {\displaystyle \lambda _{ij}={\frac {d_{ij}}{\sqrt {2}}}} |
| ----------------------------- | --------------------- | ------------------------------------------------------------------------------------------ | ------------------------------------------------------ | --- | --------------------------------------------------------- |
| 1                             | 4                     | {\displaystyle [1,1]}                                                                      | {\displaystyle {\sqrt {2}}}                            | {\displaystyle {\sqrt {2}}} | {\displaystyle 1}                                         |
| 2                             | 4                     | {\displaystyle [2,0]}                                                                      | {\displaystyle 2}                                      | {\displaystyle -2} | {\displaystyle -{\sqrt {2}}}                              |
| 3                             | 4                     | {\displaystyle [2,2]}                                                                      | {\displaystyle 2{\sqrt {2}}}                           | {\displaystyle -2{\sqrt {2}}} | {\displaystyle -2}                                        |
| 4                             | 8                     | {\displaystyle [3,1]}                                                                      | {\displaystyle {\sqrt {10}}}                           | {\displaystyle {\sqrt {10}}} | {\displaystyle {\sqrt {5}}}                               |

A questo punto è possibile calcolare la costante di Madelung nel modo seguente:
{\displaystyle \alpha \equiv \sum _{j}{\frac {n_{j}}{\lambda _{ij}}}={\frac {4}{1}}-{\frac {4}{\sqrt {2}}}-{\frac {4}{2}}+{\frac {4}{\sqrt {5}}}=2,7493}.
Si scrive quindi l'energia elettrostatica del cristallo ionico considerato, attraverso la formula {\displaystyle V_{cristallo}^{\,{\text{es}}}=-N{\frac {kq^{2}}{R}}\sum _{j}{\frac {n_{j}}{\lambda _{ij}}}=-N{\frac {kq^{2}}{R}}\alpha }, in cui {\displaystyle \alpha =2,7493}. 
Infine è possibile determinare l'energia potenziale totale del cristallo ionico, sostituendo nella formula {\displaystyle V_{cristallo}^{tot}=N{\biggl (}\varepsilon +{\frac {zA}{R^{n}}}-{\frac {kq^{2}}{R}}\alpha {\biggr )}} i valori di {\displaystyle z} e {\displaystyle \alpha } specifici del caso preso in esame, ottenendo:
{\displaystyle V_{cristallo}^{tot}=N{\biggl (}\varepsilon +{\frac {4A}{R^{n}}}-{\frac {kq^{2}}{R}}2,7493{\biggr )}}
oppure alternativamente {\displaystyle V_{cristallo}^{tot}=N\varepsilon -N{\frac {kq^{2}}{R_{0}}}2,7493\left[{\Biggl (}{\frac {R_{0}}{R}}{\Biggr )}-{\frac {1}{n}}\left({\frac {R_{0}}{R}}\right)^{n}\right]}, in cui non compare il parametro A.
Se si decidesse di arrestare la sommatoria fino ai terzi vicini si otterrebbe {\displaystyle \alpha \equiv \sum _{j}{\frac {n_{j}}{\lambda _{ij}}}={\frac {4}{1}}-{\frac {4}{\sqrt {2}}}-{\frac {4}{2}}=-0,8284}, che corrisponderebbe ad un valore negativo, e quindi repulsivo, di energia potenziale del cristallo ionico considerato. Inoltre se si considerassero tutti i termini della sommatoria che definisce la costante di Madelung, si avrebbe un risultato ancora diverso rispetto a quelli calcolati approssimando la serie ai primi termini.
Si può infine calcolare l'energia potenziale totale di una singola cella unitaria, cioè la minima unità ripetitiva che genera l'intero cristallo per traslazione. Nel caso preso in esame la cella unitaria è costituita da un quadrato con quattro ioni positivi ai vertici e uno ione negativo al centro. Per ottenere il risultato desiderato, è necessario determinare il numero {\displaystyle N} di coppie di ioni interagenti presenti nella singola cella. Ogni ione con carica positiva è condiviso da quattro celle unitarie adiacenti, per cui ha peso {\displaystyle 1/4}, mentre lo ione al centro non è condiviso con nessun'altra cella, per cui ha peso {\displaystyle 1} e quindi il numero di ioni presenti in una singola cella è pari a {\displaystyle 4\cdot {\frac {1}{4}}+1=2}, che corrisponde a un'unica coppia di ioni interagenti. Da ciò si deduce che nel caso del cristallo ionico bidimensionale considerato, l'energia potenziale totale di una singola cella unitaria è semplicemente {\displaystyle V_{cella}^{tot}={\frac {V_{cristallo}^{tot}}{N}}=\varepsilon +{\frac {zA}{R^{n}}}-{\frac {kq^{2}}{R}}\alpha }.

### Approfondimento: il modulo di compressione
Il modulo di compressione è definito ne modo seguente: 
{\displaystyle B\,{\overset {\underset {\mathrm {def} }{}}{=}}-\Omega {dP \over d\Omega }},

dove {\displaystyle \Omega } è il volume e {\displaystyle P} è la pressione. 

Reticolo cristallino del cloruro di sodio

Alla temperatura di 0 K l'entropia è costante, per cui {\displaystyle dV=-Pd\Omega \Longrightarrow P=-{dV \over d\Omega }}, dove {\displaystyle V} è la variazione di energia a cui il sistema è sottoposto in seguito ad una variazione di volume {\displaystyle d\Omega }.
É immediato ricavare che {\displaystyle {dP \over d\Omega }=-{d^{2}V \over d\Omega ^{2}}}{\displaystyle {dP \over d\Omega }=-{d^{2}V \over d\Omega ^{2}}} e sostituendo questo risultato nella definizione del modulo di compressione {\displaystyle B} si ottiene: 
{\displaystyle B=\Omega {d^{2}V \over d\Omega ^{2}}}.
Si consideri ora un cristallo ionico di cloruro di sodio, con spigolo della cella elementare pari ad {\displaystyle a} e distanza tra ioni primi vicini pari a {\displaystyle R}, di cui si vuole calcolare il modulo di compressione {\displaystyle B}. Poiché il volume occupato da N coppie di ioni vale {\displaystyle \Omega =2NR^{3}}, si dimostra che alla distanza di equilibrio {\displaystyle R_{0}}, dove {\displaystyle {dV \over dR}{\Bigg \vert }_{R=R_{0}}=0}, {\displaystyle B=\Omega {d^{2}V \over dR^{2}}\left({\frac {1}{6NR^{2}}}\right)^{2}={\frac {1}{18NR_{0}}}{d^{2}V \over dR^{2}}}.
Sarebbe infine sufficiente calcolare {\displaystyle {d^{2}V \over dR^{2}}{\Bigg \vert }_{R=R_{0}}}, ricordando l'espressione del potenziale ionico ottenuta per un cristallo {\displaystyle V_{cristallo}^{tot}=N{\biggl (}\varepsilon +{\frac {zA}{R^{n}}}-{\frac {kq^{2}}{R}}\alpha {\biggr )}}, per ottenere una formula che esprima il modulo di compressione {\displaystyle B} in funzione della costante di Madelung {\displaystyle \alpha } e della distanza di equilibrio tra ioni primi vicini {\displaystyle R_{0}}.